# Unterseeboot 293
L'Unterseeboot 293 (ou U-293) est un sous-marin allemand (U-Boot) de type VII.C/41 utilisé par la Kriegsmarine (marine de guerre allemande) pendant la Seconde Guerre mondiale.

## Historique
Mis en service le 8 septembre 1943, l'Unterseeboot 292 reçoit sa formation de base à Danzig en Pologne au sein de la 8. Unterseebootsflottille jusqu'au 1er avril 1944, puis il rejoint sa formation de combat au sein de la 9. Unterseebootsflottille à la base sous-marine de Brest en France. Le 1er août 1944, il rejoint la 11. Unterseebootsflottille à Bergen en Norvège, puis, à partir du 5 septembre 1944 la 13. Unterseebootsflottille à Drontheim.
L'U-293 effectue six patrouilles dans lesquelles il endommage un navire marchand ennemi de 1 658 tonneaux au cours de ses 177 jours en mer.
Il réalise sa première patrouille en quittant le port de Trondheim le 16 septembre 1944, sous les ordres de l'Oberleutnant zur See Leonhard Klingspor. Sept jours plus tard, il arrive à Narvik le 22 septembre 1944.
Pour sa sixième patrouille, il appareille du port de Narvik le 1er avril 1945 de nouveau sous les ordres de Leonhard Klingspor, lequel avait cédé sa place pour les cinq précédentes patrouilles.

Lors de cette mission, l'Allemagne nazie capitule le 8 mai 1945. L'U-293 met le cap vers la Grande-Bretagne et atteint Loch Eriboll en Écosse le 11 mai 1945 après 41 jours en mer pour se rendre aux forces alliées.
Après guerre, il est convoyé vers le Loch Ryan puis vers Lisahally, en vue de l'opération alliée de destruction massive d'U-Boote (Deadlight).

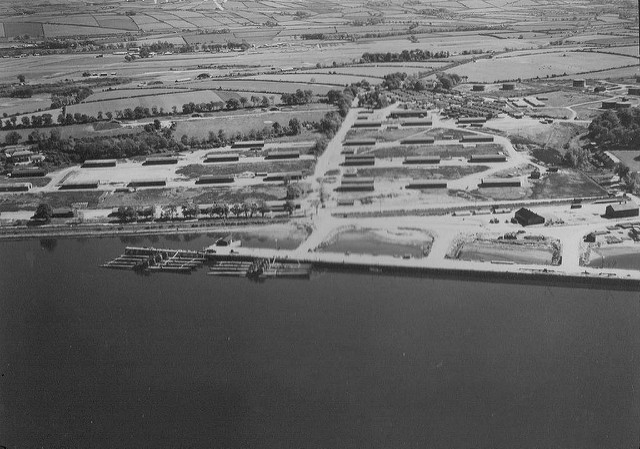
Vue des huit premiers U-Boote convoyés à Lisahally le 24 mai 1945. La photo montre également des bâtiments autour de l'ancienne base navale américaine comprenant des hangars, des ateliers et des réservoirs de carburant. L'aérodrome de est également visible au second plan. Les huit U-Boote sont les U-293, U-802, U-826, U-1009, U-1058, U-1105, U-1109 et U-1305.

L'U-293 est coulé le 13 décembre 1945 à la position géographique de 55° 50′ N, 10° 05′ O.

## Affectations successives
- 8. Unterseebootsflottille à Danzig du 8 septembre 1943 au 1er avril 1944 (entrainement)
- 9. Unterseebootsflottille à Brest du 1er avril au 31 juillet 1944 (service actif)
- 11. Unterseebootsflottille à Bergen du 1er août au 4 septembre 1944 (entrainement)
- 13. Unterseebootsflottille à Drontheim du 5 septembre 1944 au 8 mai 1945 (service actif)

## Commandement
- Leonhard Klingspor du 8 septembre 1943 au 11 mai 1945
- Oberleutnant zur See Erich Steinbrink de décembre 1944 à mars 1945

Nota: Les noms de commandants sans indication de grade signifie que leur grade n'est pas connu avec certitude à notre époque (2013) à la date de la prise de commandement.

## Patrouilles
|       | Commandant               | Départ            | Départ     | Arrivée           | Arrivée           | Jours     | Succès |
| ----- | ------------------------ | ----------------- | ---------- | ----------------- | ----------------- | --------- | ------ |
|       | Oblt. Leonhard Klingspor | 29 avril 1944     | Kiel       | 1er mai 1944      | Arendal           | 3 jours   |        |
|       | Oblt. Leonhard Klingspor | 19 mai 1944       | Arendal    | 20 mai 1944       | Bergen            | 2 jours   |        |
|       | Oblt. Leonhard Klingspor | 2 août 1944       | Bergen     | 5 août 1944       | Trondheim         | 4 jours   |        |
|       | Oblt. Leonhard Klingspor | 6 août 1944       | Trondheim  | 10 août 1944      | Stavanger         | 5 jours   |        |
|       | Oblt. Leonhard Klingspor | 9 septembre 1944  | Stavanger  | 14 septembre 1944 | Trondheim         | 6 jours   |        |
| 1     | Oblt. Leonhard Klingspor | 16 septembre 1944 | Trondheim  | 22 septembre 1944 | Narvik            | 7 jours   |        |
| 2     | Oblt. Leonhard Klingspor | 25 septembre 1944 | Narvik     | 4 octobre 1944    | Hammerfest        | 10 jours  |        |
| 3     | Oblt. Leonhard Klingspor | 14 octobre 1944   | Hammerfest | 6 novembre 1944   | Narvik            | 24 jours  |        |
| 4     | Oblt. Leonhard Klingspor | 21 novembre 1944  | Narvik     | 19 décembre 1944  | Narvik            | 29 jours  |        |
| 5     | Oblt. Erich Steinbrink   | 1er janvier 1945  | Narvik     | 15 février 1945   | Narvik            | 46 jours  |        |
| 6     | Leonhard Klingspor       | 1er avril 1945    | Narvik     | 11 mai 1945       | Loch Eriboll (GB) | 41 jours  |        |
| Total | Total                    | Total             | Total      | Total             | Total             | 177 jours | 0 t    |

Note : Oblt. = Oberleutnant zur See

Nota: Les noms de commandants sans indication de grade signifie que leur grade n'est pas connu avec certitude à notre époque (2013) à la date de la prise de commandement.

### OpérationsWolfpack
L'U-293 a opéré avec les Wolfpacks (meute de loups) durant sa carrière opérationnelle.
1. Feuer (17 septembre 1944 - 19 septembre 1944)
2. Zorn (26 septembre 1944 - 2 octobre 1944)
3. Grimm (1er octobre 1944 - 2 octobre 1944)
4. Regenschirm (14 octobre 1944 - 16 octobre 1944)
5. Panther (16 octobre 1944 - 31 octobre 1944)
6. Stier (21 novembre 1944 - 17 décembre 1944)
7. Rasmus (6 février 1945 - 13 février 1945)

## Navires coulés
L'Unterseeboot 293 a endommagé un navire marchand ennemi de 1 658 tonneaux au cours des 6 patrouilles (157 jours en mer) qu'il effectua.
| Date            | Nom         | Nationalité      | Tonnage (GRT) | Convoi | Fait      |
| --------------- | ----------- | ---------------- | ------------- | ------ | --------- |
| 20 janvier 1945 | Razjarennyj | Union soviétique | 1 658         | KP-1   | Endommagé |

### Source et bibliographie
- (en) Cet article est partiellement ou en totalité issu de l’article de Wikipédia en anglais intitulé « German submarine U-293 » (voir la liste des auteurs).
- Chris Bishop, historien militaire (trad. de l'anglais par Christian Muguet), Les sous-marins de la Kriegsmarine : 1939-1945 : le guide d'identification des sous-marins [« The spellmount submarine identification guide : Kriegsmarine U-boats 1939-1945 »], Paris, Éd. de Lodi, 2008, 192 p. (ISBN 978-2-84690-327-1, OCLC 470721805, BNF 41298980)